# 卜明
卜明（1916年7月29日—），原名濮柏亭，又名濮懋文，化名陆兆书，男，汉族，江苏无锡人，中华人民共和国金融人物，曾任中国人民银行副行长，中国银行行长，国家外汇管理总局局长，中国银行董事长。